# 伪楚王案
伪楚王案，又称楚世子案、楚宗案、楚世子狱，明朝万历年间发生的一起有关楚國（楚藩）宗室身分的政治案件。在此案的審定過程中，又引發東林黨爭。此案亦是楚藩案的一部分，兩次楚藩案也與妖書案迭有相關，故稱二書二楚。

## 事件经过
隆庆五年（1571年），藩王楚恭王朱英㷿死于湖北武昌，留下宫人胡氏遗腹孪生子朱华奎、朱华壁。
万历八年（1580年），明神宗封朱华奎楚王，朱华壁宣化王。然而到了万历三十一年（1603年）三月，楚宗人辅国中尉朱華趆递上奏疏，谓朱华奎、朱华壁皆非楚恭王子，实为王太妃之兄王如言的侍妾尤金梅所生。朱華趆有其妻王氏（王如言之女）言证。
奏疏首先到通政司，通政使沈子木见事情复杂，就按照内阁首辅沈一贯的指示，暂把奏疏压下。不久楚王奏疏也到，沈子木迅速上呈，万历命令交礼部查办。六月朱華趆闻讯，请楚王宗室二十九人联名奏疏，亲自携带进京。沈子木慌忙找到朱華趆，求他把原奏时间改为近日，上呈万历皇帝。得旨：两件均发交礼部处理。礼部尚书郭正域力主查勘虚实，并得到次辅沈鲤支持；而沈一贯则以“宫闈暧昧”、“年月久远”、“事体重大”为由，从中作梗。郭氏认为，事关宗室真伪，不通过直接讯问，怎么能秉公作出决断？依旧坚持己意。
案件发到湖广，由巡抚和巡按御史会同勘问，对王府70多名员役加以刑讯，都未获得能够证明华奎不是恭王所生的证据。只有朱華趆的妻子王氏依旧一口咬定朱华奎是“伪王”。地方把勘问结果申报入朝，万历皇帝命各部院大臣，会同有关官员37人，进行覆查。他们在西阙门集会合议，各抒己见，书面送交礼部。沈一贯借此机会打击政敌郭正域，授意给事中钱梦皋劾奏郭氏“陷害宗藩”，授意另一给事中杨应文指控郭氏之父曾被楚恭王笞责，所以挟嫌报复。而郭正域则以沈一贯指使沈子木匿疏不上、阻止查勘和接受楚王行贿等事上疏争辩。朱华奎接着上疏，指控郭氏乃湖广人，与朱華趆勾结，華趆进京就住在其兄国子监丞郭正位家中。郭正域上疏辩解，万历皇帝没有理会，因而愤然提出辞官。
万历帝最后认为，朱華趆夫妇“夫讦妻谮，不足凭据”，因而把他降为庶人，禁锢于凤阳高牆；附和他的宗人朱蕴钫等多人，或罚减俸禄，或革爵幽禁；王府两名仪宾则永远戍边充军。郭正域罢官闲居，被沈一贯嫉恨。但“楚宗之争”并未就此了结，楚宗室聚众冲毁楚王府，抢掠财物，直到万历帝出面干预，事件才得以平息。不久之后第二次妖书案发，沈一贯借机陷害郭正域，郭正域被捕，几乎被拷打致死。朱华奎后来被农民起义军領袖张献忠扔进长江溺死。

## 《万历野获编》中的记载
明沈德符《万历野获编》卷四·宗藩：《楚府前后遭变》、《楚府行勘》、《存楚》等条称朱英㷿“不男”，曾屡次暗示其所亲厚的藩僚“如晋海西公晚年为后计”，但皆“惧祸不敢承”。沈德符乡人楚王府纪善官沈樟亭曾与朱英㷿有“鱼水之欢”，朱英㷿示以春申君、吕不韦二人传记，沈樟亭知其意，以死辞谢不敢当，遂失宠。朱英㷿后移情于其他嬖幸的男宠，后有孪生子朱華奎及朱华璧。两人被認為是他人之子假冒楚嗣，后在万历年间引发了楚世子狱。朱華奎即位後，先由兩位宗理贊理楚府事，至萬曆八年（1580年）才嗣位。

## 事件後續
伪楚王案又引發了楚宗劫槓案，由於萬曆帝一直覬覦楚國的財產，萬曆卅三年（1605年），楚王朱華奎貢獻白銀貳萬兩到朝廷。以「皇槓」运送途中，被不滿伪楚王案處理結果的楚國宗室朱蕴鉁等人劫走。湖广巡抚赵可怀提讯該等人，卻遭朱蕴鉁和朱蕴鍧打死。
湖廣右參政薛三才、按察使李燾、巡按吳楷即向朝廷報告楚國宗室大亂。沈一貫立刻調集鄖陽巡撫胡襟寰兵馬，打算攻打楚國，楚國宗室人心惶然，李燾與薛三才上奏，此為刑案，並非謀叛，朝廷方才止兵。
万历三十三年四月，朱蕴鉁與朱蕴鍧解送湖广承天府斬首，朱华堆等四人賜死，朱华焦、朱蕴钫等四十五人被幽禁，又爆發大地震，楚國宗室與民眾皆大為驚惶，說是遭致天怒。

## 相似宗案
明朱國楨《湧幢小品》書中，則記載了韓藩、晉藩內與伪楚王案類似之事件，如韓藩的漢陰王朱徵鍉與丈人周恂合謀，抱養他人之子繼承王爵，以及晉藩的方山王朱鍾鋌暗助鎮國將軍朱鍾鏕偽稱其妻之弟婦所生子為己子，此二案於事發後，冒充之異姓子皆賜自盡，爵位廢除。